# Billbergia reichardtii
Billbergia reichardtii là một loài thực vật có hoa trong họ Bromeliaceae. Loài này được Wawra mô tả khoa học đầu tiên năm 1880.